# Episódios perdidos de Doctor Who

O material desaparecido de Doctor Who foi lançado em livros e formato de áudio em CD, e vários episódios foram animados para serem disponibilizados em DVD. Também foram liberados DVD de capítulos de diferentes séries desaparecidas, além de tele-snaps de vários episódios desaparecidos.

Os episódios perdidos de Doctor Who são as parcelas do duradouro programa britânico de ficção científica Doctor Who sem qualquer cópia em filme ou videoteipe conhecida. Elas foram destruídas pela BBC entre 1960 e 1970 por razões econômicas e de espaço. Existem 26 arcos de episódios incompletos, com 97 dos 253 episódios dos primeiros seis anos do programa estando desaparecidos. Outros também estavam perdidos, mas foram recuperados de diversas fontes, como as transmissoras do show pelo mundo.
Doctor Who não é único nesse sentido, já que milhares de horas de programação de todos os gêneros foram destruídas pela BBC até 1978, quando as políticas de armazenamento da rede foram mudadas. Outras séries de alto perfil afetadas incluem Dad's Army, Z-Cars, The Wednesday Play, Steptoe and Son e Not Only... But Also. A empresa não foi a única cadeia britânica a adotar esta prática; companhias regionais da ITV também destruíram gravações, como os videoteipes dos primeiros episódios de The Avengers.
No entanto, o caso deste programa é mais raro, já que vários dos seus capítulos destruídos ainda sobrevivem em formato de áudio, gravados fora do ar pelos fãs em casa. Fotografias e pequenos vídeos de vários episódios também foram encontrados. Todos os episódios da década de 1970 ainda existem visualmente de alguma forma, o que não é o caso para outros períodos.
Os esforços para encontrar os episódios faltantes continuam, tanto por parte da BBC quanto dos fãs da série. Uma extensiva restauração foi realizada e recuperou muitos capítulos de 1960/1970 para o lançamento em VHS e DVD. As trilhas sonoras encontradas foram disponibilizadas em cassete e CD. Grupos de admiradores e a empresa televisiva liberaram várias reconstruções usando o conteúdo sobrevivente e juntando fotografias dos capítulos com as trilhas. A BBC também comissionou um número de restaurações animadas de episódios de folhetins que estão relativamente completos, onde as músicas são colocadas em conjunto com uma versão especialmente animada de tal capítulo; estas renovações foram disponibilizadas em conjunto com os episódios sobreviventes em DVD.

## Antecedentes e contexto
Nos anos 1960 os transmissores não tinham reconhecido o potencial dos programas vintage, então a BBC e outras emissoras frequentemente destruíam fitas contendo o que agora seria considerado programação de valor inestimável.

—Repórter da BBC News, 1999.
Entre aproximadamente 1967 e 1978, grandes quantidades de videoteipes e filmes arquivados no Departamento de Engenharia da BBC e nas Bibliotecas de Filmes, respectivamente, foram destruídos ou removidos para liberar espaço para novos programas. Isso aconteceu por um número de razões, a primária sendo a crença de que não havia motivos para o material ser mantido.
A união de atores britânica Equity lutou ativamente contra a introdução da gravação televisiva desde que ela se tornou uma prática na década de 1950. Antes da viabilização do arquivamento, se um transmissor quisesse repetir um programa (que geralmente tinham reprodução única), os atores deveriam ser recontratados por um salário adicional para fazer a interpretação ao vivo novamente. A preocupação da Equity era de que, se as emissoras pudessem gravar as performances originais, seria possível repeti-las indefinidamente, o que faria com que os índices de produção caíssem e a subsistência de seus membros fosse ameaçada. Embora a união não pudesse prevenir a prática do ato, ela podia fazer com que seus membros incluíssem uma cláusula padrão em seus contratos que estipulassem que as gravações só poderiam ser exibidas um determinado número de vezes entre um prazo específico. Assim, as taxas pagáveis para posterior utilização eram tão altas que os canais considerariam injustificável gastar tanto re-exibindo um programa antigo ao invés de produzir um novo. Consequentemente, as gravações cujos direitos de retransmissão tinham expirado foram consideradas de nenhum outro uso econômico pelas emissoras.

Filme da BBC Enterprises contendo uma gravação em 16 mm do segundo episódio de The Evil of the Daleks.

A maioria dos episódios de Doctor Who foram feitos em videoteipe quadruplex para a transmissão televisiva e então tele gravados em filmes de 16 mm pela BBC Enterprises para uma exploração comercial futura. A empresa usou o formato 16 mm para as exportações já que era considerado mais econômico e fácil de transportar que o videoteipe. Ele também contornava o problema de que alguns países tinham padrões de vídeo diferentes e incompatíveis; portanto, ele poderia ser usado em regiões em que o formato original não era compatível. A BBC não tinha um arquivo central na época — a Biblioteca de Filmes mantinha programas gravados em filmes cinematográficos, enquanto o Departamento de Engenharia era responsável por guardar os videoteipes. A BBC Enterprises mantinha apenas cópias de programas que eram considerados de exploração comercial. Eles tinham um espaço dedicado ao armazenamento que era muito pequeno, e tendiam a manter os filmes em pilhas de lata, embora pudessem encontrar espaço para elas na propriedade Villiers House.
O Departamento de Engenharia não tinha mandato para arquivar os videoteipes que mantinha, embora estes não fossem normalmente destruídos até que o departamento de produção ou a BBC Enterprises indicassem que não tinham outro uso para as fitas. As primeiras gravações de Doctor Who nesse formato a serem eliminadas foram as do fascículo The Highlanders, que foram excluídos em 9 de março de 1967, em apenas dois meses após a transmissão original do episódio 4.As destruições seguintes de videoteipes pelo Departamento de Engenharia seguiram pela década de 1970. Eventualmente, todas as gravações dos 253 primeiros episódios do programa (1963-1969) foram executadas, e as últimas dos anos 1960 a serem apagas sendo as da série Fury from the Deep (1968), que tiveram sua destruição autorizada no final de 1974.
Inobstante a falta desses videoteipes, a BBC Enterprises manteve um arquivo aproximadamente completo da série em forma de 16 mm até aproximadamente 1972. Entre esse ano e 1978, a empresa também excluiu muito de seu material antigo, incluindo vários episódios de Doctor Who.

### Fim das destruições
As destruições das gravações de Doctor Who na BBC Enterprises foram cessadas por intermédio de Ian Levine, um produtor musical e fã do programa.Os episódios arquivados na Enterprises eram normalmente excluídos pois o seu contrato de direitos com os atores e escritores para vender o show pelo mundo expiraram. Com grande parte das emissoras pelo globo agora mudando para a transmissão em cores, não foi considerado válido ter que fazer longas negociações e acordos para vender o material em preto-e-branco.
A Biblioteca de Filmes da BBC não tinha responsabilidade sobre as gravações não feitas em filme, e portanto houve conflitos entre a Biblioteca e a Enterprises sobre quem era responsável pelo arquivamento. Estes fatores combinados resultaram no deletamento de grandes quantidades de programas em preto-e-branco de diversas bibliotecas da corporação, já que cada um acreditava que era responsabilidade do outro o arquivamento do material e, consequentemente, destruíam suas cópias. Enquanto milhares de outros programas foram destruídos assim pelo mundo, os episódios desaparecidos de Doctor Who são provavelmente o exemplo mais conhecido de como a falta de uma política de arquivamento consistente pode ter efeitos a longo prazo.
O nível de incompletude varia, e está concentrado nas histórias do Primeiro e do Segundo Doutor. Embora dois fascículos tenham apenas um capítulo em falta — The Tenth Planet e The Web of Fear —, outros estão perdidos em completo, com o Segundo Doutor, interpretado por Patrick Troughton, sendo particularmente bastante afetado — dos quatorze folhetins que consistem em duas temporadas, apenas The Tomb of the Cyberman e The Enemy of the World estão completos, e existem apenas graças à cópias de episódios que retornaram de Hong Kong e Nigéria, respectivamente.
Todas os fatos estrelando Jon Pertwee como o Terceiro Doutor estão completos, embora vários episódios não sobrevivam em seus videoteipes originais e tenham precisado ser restaurados à cor usando outros métodos. Na ordem da transmissão original, os últimos videoteipes a serem destruídos foram os dos primeiros episódios de Invasion of the Dinosaurs e Death to the Daleks (1974). A última foi recuperada através de transmissores internacionais, inicialmente em uma fita NTSC, e mais tarde as fitas originais em PAL foram recuperadas de Dubai.
Por alguns anos, o primeiro episódio de Invasion of the Dinosaurs era o único episódio apresentando Pertwee que estava em falta nos arquivos, até que uma cópia em filme 16mm preto-e-branco retornou à corporação no final da década de 1980. A história foi lançada em DVD com uma versão parcialmente recolorida do episódio 1, em conjunto com uma transferência monocromática de alta qualidade do episódio no box The UNIT Files. Arquivos do segundo episódio de Death to the Daleks em diante estão completos nos videoteipes originais, com exceção da última cena do terceiro episódio de The Deadly Assassin (1976); a tomada foi removida da cópia principal depois que a sua transmissão resultou em queixas de Mary Whitehouse, da National Viewers' and Listeners' Association, hoje conhecida como Mediawatch-uk. Reprises subsequentes e lançamentos comerciais recuperaram a cena através de cópias off-air.

O Primeiro Doutor (William Hartnell) sofre um colapso antes de sua regeneração no quarto episódio de The Tenth Planet.

A política de destruição teve um fim oficial em 1978, quando os meios de explorar ainda mais os programas, aproveitando o novo mercado de gravações em videocassete, começavam a se tornar aparentes. Em adição, adotou-se a atitude de que programas vintage deveriam ser — em qualquer caso — preservados para a posterioridade, e por razões históricas e culturais. A Biblioteca de Filmes da BBC foi transformada em uma Biblioteca de Filmes & Videoteipes combinada para a preservação de ambas as mídias. Naquela época, a antiga Biblioteca de Filmes mantinha apenas 47 episódios dos anos 1960 de Doctor Who; a corporação já chegou a manter 53, mas seis episódios foram excluídos ou perdidos. Após a transferência dos capítulos que a BBC Enterprises mantinha, havia 152 não mais mantidos pela BBC, embora esforços seguintes tenham reduzido o número para 97.
Indiscutivelmente, o episódio mais procurado é o quarto de The Tenth Planet, que termina com o Primeiro Doutor se regenerando para o Segundo. O único registro da sequência ainda em existência, conquistado através de um clipe de baixa qualidade e sem som de 8mm, é a regeneração e poucos segundos antes dela, que foram exibidos em 1973 no programa Blue Peter.
Os arcos das temporadas 22-26 foram exibidos na Alemanha com o áudio dublado na língua local; alguns episódios não existem mais nos arquivos da televisão alemã.

### Pesquisa contínua
Em 20 de abril de 2006 foi anunciado no programa Blue Peter que um Dalek em tamanho real seria dado para alguém que encontrasse e retornasse um dos episódios em falta.
Em janeiro de 2007 a ITV começou uma campanha chamada "Raiders of the Lost Archive", e embora fosse realizada pela ITV, também estavam à procura de episódios de Doctor Who e outros programas da BBC. Um episódio do Raiders of the Lost Archive Show foi exibido em janeiro de 2007 e outros dois em julho de 2009.
A revista Radio Times anunciou em dezembro de 2012 que estava lançando uma nova caça por episódios perdidos, para coincidir com o aniversário de 50 anos da série, comemorado em 2013. A publicação emitiu sua própria lista de capítulos em falta e criou um endereço de e-mail especificamente para que o público pudesse contatá-los se tivessem alguma informação.

### Em comparação com outras séries
Em comparação com muitas séries da BBC exibidas na década de 1960, Doctor Who é bem representada em termos de episódios existentes. 156 dos 253 capítulos transmitidos durante os anos 60 ainda estão em existência, graças principalmente ao retorno de emissoras do globo que auxiliaram na recuperação do material (veja abaixo). Isso se reflete na natureza dos sobreviventes — das temporadas 1 e 2, as mais vendidas pelo mundo durante a década, estão em falta apenas nove e dois episódios, respectivamente. Em contraste, a quarta não possui nenhum arco completo e a quinta tem apenas dois (The Tomb of the Cyberman e The Enemy of the World).
De todas as produções exibidas pela corporação durante a década e que tiveram duração significativa, apenas Steptoe and Son tem um melhor número de episódios arquivados, já que todos eles estão nesta situação, embora alguns apenas sobrevivam em cópias feitas em videoteipe pelos escritores do programa. Outros shows, contudo, têm poucos ou nenhum capítulo em existência; United!, uma soap opera com tema futebolístico que foi transmitida em 147 capítulos entre 1965 e 1967, não possui nenhum desses no arquivo. Mais exemplos de são The Newcomers e Compact, que têm 2 de 375 e 7 de 430 episódios salvos, respectivamente. A popularidade e o alto perfil de Doctor Who também ajudaram no processo de recuperação de conteúdo perdido, o que nunca poderia ter ocorrido com programas menos lembrados.
O caso da série também se mostra raro em relação a outras produções da década de 1970, já que tudo que foi ao ar nessa época existe nos arquivos da BBC, enquanto Z-Cars e Dixon of Dock Green, por exemplo, possuem episódios de 1975, por exemplo, em falta.

## Lista de episódios em falta
Até janeiro de 2015, existem 97 episódios perdidos de 26 arcos, incluindo 10 arcos em completo. De longe, a maioria dos capítulos em falta são das temporadas 3, 4 e 5, que têm um total de 79. Dos 26 arcos que compõem as temporadas 3-5, apenas cinco (The Ark, The Gunfighters e The War Machines, da terceira, e The Tomb of the Cybermen e The Enemy of the World, da quinta) existem em completo nos arquivos da BBC, deixando um total de 21 com ao menos um episódio perdido. Em contrapartida, as temporadas 1, 2 e 6 possuem somente 18 em falta de 5 arcos, já que têm 19 arcos totalmente salvos. Todas as histórias que não constam nos arquivos têm clipes de diversas durações obtidos de diversas fontes, exceto três: Marco Polo, "Mission to the Unknown" e The Massacre of St Bartholomew's Eve. Estas não possuem material algum disponível. Enquanto a era Patrick Troughton possui mais episódios em falta (53, enquanto William Hartnell tem 44), existem mais histórias completamente em falta estrelando Hartnell (6, contra 4). Os arcos destacados em  vermelho  têm todos os episódios perdidos. Os destacados em  amarelo  possuem mais da metade dos seus capítulos em falta. Todos os outros listados possuem pelo menos um, mas não mais que a metade, de capítulos perdidos.
| Doutor   | Em falta | Temporada | Em falta | História             | Arco                                 | Em falta / Total      | Episódio(s) em falta        |
| -------- | -------- | --------- | -------- | -------------------- | ------------------------------------ | --------------------- | --------------------------- |
| Primeiro | 44       | 1         | 9        | 004                  | Marco Polo                           | 7 / 7                 | Todos                       |
| Primeiro | 44       | 1         | 9        | 008                  | The Reign of Terror                  | 2 / 6                 | 4, 5                        |
| Primeiro | 44       | 2         | 2        | 014                  | The Crusade                          | 2 / 4                 | 2, 4                        |
| Primeiro | 44       | 3         | 28       | 018                  | Galaxy 4                             | 3 / 4                 | 1, 2, 4                     |
| Primeiro | 44       | 3         | 28       | 019                  | "Mission to the Unknown"             | 1 / 1                 | Todos                       |
| Primeiro | 44       | 3         | 28       | 020                  | The Myth Makers                      | 4 / 4                 | Todos                       |
| Primeiro | 44       | 3         | 28       | 021                  | The Daleks' Master Plan              | 9 / 12                | 1, 3, 4, 6, 7, 8, 9, 11, 12 |
| Primeiro | 44       | 3         | 28       | 022                  | The Massacre of St Bartholomew's Eve | 4 / 4                 | Todos                       |
| Primeiro | 44       | 3         | 28       | 024                  | The Celestial Toymaker               | 3 / 4                 | 1, 2, 3                     |
| Primeiro | 44       | 3         | 28       | 026                  | The Savages                          | 4 / 4                 | Todos                       |
| Primeiro | 44       | 4         | 33       | 028                  | The Smugglers                        | 4 / 4                 | Todos                       |
| Primeiro | 44       | 4         | 33       | 029                  | The Tenth Planet                     | 1 / 4                 | 4                           |
| Segundo  | 53       | 4         | 33       | 030                  | The Power of the Daleks              | 6 / 6                 | Todos                       |
| Segundo  | 53       | 4         | 33       | 031                  | The Highlanders                      | 4 / 4                 | Todos                       |
| Segundo  | 53       | 4         | 33       | 032                  | The Underwater Menace                | 2 / 4                 | 1, 4                        |
| Segundo  | 53       | 4         | 33       | 033                  | The Moonbase                         | 2 / 4                 | 1, 3                        |
| Segundo  | 53       | 4         | 33       | 034                  | The Macra Terror                     | 4 / 4                 | Todos                       |
| Segundo  | 53       | 4         | 33       | 035                  | The Faceless Ones                    | 4 / 6                 | 2, 4, 5, 6                  |
| Segundo  | 53       | 4         | 33       | 036                  | The Evil of the Daleks               | 6 / 7                 | 1, 3, 4, 5, 6, 7            |
| Segundo  | 53       | 5         | 18       | 038                  | The Abominable Snowmen               | 5 / 6                 | 1, 3, 4, 5, 6               |
| Segundo  | 53       | 5         | 18       | 039                  | The Ice Warriors                     | 2 / 6                 | 2, 3                        |
| Segundo  | 53       | 5         | 18       | 041                  | The Web of Fear                      | 1 / 6                 | 3                           |
| Segundo  | 53       | 5         | 18       | 042                  | Fury from the Deep                   | 6 / 6                 | Todos                       |
| Segundo  | 53       | 5         | 18       | 043                  | The Wheel in Space                   | 4 / 6                 | 1, 2, 4, 5                  |
| Segundo  | 53       | 6         | 7        | 046                  | The Invasion                         | 2 / 8                 | 1, 4                        |
| Segundo  | 53       | 6         | 7        | 049                  | The Space Pirates                    | 5 / 6                 | 1, 3, 4, 5, 6               |
|          |          |           |          | 26 arcos incompletos | 26 arcos incompletos                 | 97 episódios em falta | 97 episódios em falta       |

### Episódios perdidos que não foram ao ar
Além da lista oficial de episódios em falta, perdido está também o capítulo 1 de The Daleks. Em algum momento após a gravação, descobriu-se que um problema técnico fez com que vozes de fundo pudessem ser ouvidas no videoteipe resultante; no começo de dezembro de 1963, a filmagem foi remontada com um figurino diferente para a personagem Susan (Carole Ann Ford). A única parte sobrevivente é uma exibição dos principais momentos do capítulo no episódio 2.
Planet of Giants é outro exemplo, que foi originalmente gravado em quatro episódios, com os três primeiros dirigidos por Mervyn Pinfield e o último por Douglas Camfield. Para deixar o ritmo do clímax mais agitado, os capítulos 3 e 4 foram combinados em um só, que foi creditado apenas para Camfield.  A decisão, tomada pelo então Chefe do Departamento de Drama, Sydney Newman, resultou em um espaço no fim do segundo bloco de produção (e na criação de "Mission to the Unknown"); em relação às partes não usadas dos episódios que foram juntados, acredita-se que tenham sido destruídas. Um lançamento em DVD de 2012 contém uma reconstrução dos episódios da maneira como deveriam ter sido exibidos originalmente, adicionando as cenas deletadas usando imagens geradas por computador, conteúdo de outras porções do arco e um diálogo regravado entre Carole Ann Ford, William Russell, além de atores impersonificando o resto do elenco. As reconstruções foram dirigidas por Ian Levine.
| Doutor   | Temporada | História | Arco             | Episódios perdidos | Detalhes |
| -------- | --------- | -------- | ---------------- | ------------------ | --- |
| Primeiro | 1         | 002      | The Daleks       | 1                  | Remontado. A exibição dos principais acontecimentos do episódio 1 no começo do episódio 2 apresenta conteúdo da versão original, que está perdida.                                                                          |
| Primeiro | 2         | 009      | Planet of Giants | 3, 4               | Editados em um episódio só antes da transmissão original, indo ao ar como o capítulo 3. As versões originais foram perdidas, porém em 2012 uma reconstrução desses episódios foi lançada entre os extras do dvd desse arco. |

### Emissoras estrangeiras que adquiriram episódios perdidos
Note que, em algumas ocasiões, alguns canais adquiriram gravações de Doctor Who (normalmente de 16mm), mas cancelaram o pedido mais tarde.
| País              | Emissora(s)  |
| ----------------- | ------------ |
| Austrália         | ABC          |
| Barbados          | CBC          |
| Bermudas          | ZFB-TV       |
| Canadá            | CBC          |
| Chipre            | CyBC         |
| Etiópia           | ETV          |
| Gana              | GTV          |
| Gibraltar         | GBC          |
| Hong Kong         | RTV          |
| Irã               | NIRT         |
| Jamaica           | JBC          |
| Quênia            | VoK          |
| Malta             | Xandir Malta |
| Ilhas Maurícias   | MBC          |
| Nova Zelândia     | NZBC         |
| Níger             | RKTV         |
| Rodésia           | RBC          |
| Serra Leoa        | SLBS         |
| Singapura         | RTS          |
| Tailândia         | HAS-TV       |
| Trinidad e Tobago | TTT          |
| Uganda            | UTV          |
| Venezuela         | RCTV         |
| Zâmbia            | ZNBC         |

## Recuperação

### Episódios completos
Após os arquivos da BBC terem sido auditados pela primeira vez em 1978, um número de episódios retornou de várias fontes pelo globo. Um apelo aos transmissores de outros países que exibiram o programa (especialmente nações africanas e a Austrália) fez com que diversos retornassem para a corporação britânica. The Tomb of the Cybermen, por exemplo, foi recuperado da emissora honconguesa Rediffusion Television em 1992. Dos 50 capítulos que retornaram desde a auditoria da corporação, 25 foram recuperados através de canais estrangeiros:
| País/Território | Episódios recuperados |
| --------------- | --------------------- |
| Nigéria         | 15                    |
| Hong Kong       | 4                     |
| Chipre          | 3                     |
| Austrália       | 2                     |
| Dubai           | 1                     |